# Dourankoulak
Durankulak (bulgare: Дуранкулак) est un village du nord-est de la Bulgarie, qui fait partie de la municipalité de Chabla, dans la province de Dobritch.